# والتر فاسانو
والتر فاسانو (بالإيطالية: Walter Fasano) هو كاتب سيناريو ومونتير إيطالي، ولد في 10 أبريل 1970 في باري في إيطاليا.

## وصلات خارجية
- والتر فاسانو على موقع IMDb (الإنجليزية)
- والتر فاسانو على موقع ألو سيني (الفرنسية)
- والتر فاسانو على موقع أول موفي (الإنجليزية)
- والتر فاسانو على موقع قاعدة بيانات الفيلم (الإنجليزية)
- والتر فاسانو على موقع كينوبويسك (الروسية)